# Журавлиные перья (мультфильм)
«Журавлиные перья» — кукольный мультфильм 1977 года студии «Союзмультфильм». Режиссёр Идея Гаранина создала мультфильм по японской народной сказке «Журавлиная благодарность».

## Сюжет
В летящего в небе журавля попадает охотничья стрела, и журавль падает на землю. Шедший мимо, собирая хворост, старик поднимает журавля, вынимает из него стрелу, а самого отпускает.
Вернувшись домой, старик рассказывает о произошедшем жене. При свете полной луны в их дом приходит девушка О-Цуру в белом одеянии. Старики принимают её как дорогую гостью. О-Цуру проходит в комнату с ткацким станком, закрыв за собой сёдзи. Она ткёт великолепную ткань с изображением журавля и вручает её старикам.
Торговец Гонта платит за ткань золотом. Старики покупают угощения, и вечером О-Цуру для них играет на сямисэне, поёт и танцует при свете полной луны.
Снова появляется Гонта и, маня стариков золотом, требует ещё чудесной ткани. Старики отказываются, но купец настаивает и суёт им в руки золото. О-Цуру уходит в комнату, закрыв за собой сёдзи, и снова начинает ткать.
Торговца одолевает любопытство: он врывается в комнату и вместо девушки видит у ткацкого станка журавля, выщипывающего пёрышки из собственной груди, прикладывая их к ткани. Почувствовав чужие взгляды, журавль улетает. Только белое пёрышко медленно падает в очаг стариков и сгорает.

## Съёмочная группа
| автор сценария и режиссёр     | Идея Гаранина |
| композитор                    | Алексей Рыбников |
| художники-постановщики        | Нина Виноградова, Елена Ливанова                                                                                            |
| оператор                      | Александр Виханский |
| ассистент оператора           | Сергей Хлебников |
| художники-мультипликаторы:    | Лидия Маятникова, Татьяна Фадеева, Вячеслав Шилобреев, Наталия Ковалёва                                                     |
| куклы и декорации изготовили: | Владимир Аббакумов, Елена Озерова, Владимир Алисов, Н. Корнева, Нина Андреева, Павел Гусев, Олег Масаинов, Марина Чеснокова |
| под руководством              | Владимира Кима |
| монтажёр                      | Надежда Трещёва |
| звукооператор                 | Борис Фильчиков |
| редактор                      | Раиса Фричинская |
| директор картины              | Лидия Варенцова |

## Награды
- 1978 — ΧΙ Всесоюзный кинофестиваль (Ереван) — 3-я премия по разделу мультфильмов присуждена м/ф «Журавлиные перья».[2]

## Отзыв критика
На к/ст «Союзмультфильм» по своим сценариям Гаранина И. Н. поставила кукольные фильмы «Журавлиные перья» (по японской сказке, 1977), «Бедная Лиза» (по Н. М. Карамзину, 1978), «Балаган» (по мотивам произведений Ф. Гарсии Лорки, 1981), отличающиеся эмоциональной насыщенностью, мастерством стилизации, тщательной разработкой кукольных типажей.
— КИНО: Энциклопедический словарь, М. Советская энциклопедия, 1987, с.89. статья: Гаранина И.Н.